# Igor Čillík
Igor Čillík (* 21. Januar 1967 in Bratislava, Tschechoslowakei) ist ein ehemaliger slowakischer Eishockeyspieler, der neben seiner slowakischen, auch eine deutsche Staatsbürgerschaft besitzt.

## Karriere
Čillík spielte seit 1996 beim EC Devils Königsborn, mit dem er in der damals zweithöchsten deutschen Spielklasse, der 1. Liga Nord, aktiv war. Dort absolvierte der gelernte Stürmer in seiner ersten Saison zunächst zwei Partien und konnte dabei keinen Scorerpunkt erzielen. Nach einer weiteren Spielzeit bei den Haßfurter Sharks 2. Liga Süd und EC Lünen, schloss er sich im Sommer 1998 dem Regionalligisten EHC Dortmund an. Dort stand der damals 31-Jährige, mit Ausnahme der Saison 2004/05, wo er für ein einjähriges Intermezzo nach Königsborn zurückkehrte, in den folgenden neun Jahren im Kader der Elche. In dieser Zeit konnte der gebürtige Slowake mehrere vereinsinterne Spielerrekorde aufstellen. So ist er mit insgesamt 300 Ligaspielen der Rekordspieler, mit 537 Scorerpunkten der Rekordscorer, mit 272 erzielten Toren der Top-Torschütze und mit 265 Vorlagen der Rekordhalter in der Kategorie Rekordvorlagengeber. Das beste Spieljahr im Trikot des EHC absolvierte der Linksschütze in der Saison 2000/01, als er in 42 Einsätzen, 79 Scorerpunkte erzielen konnte und somit zu den besten Angreifern der Liga gehörte.
Mit dem EHC Dortmund konnte er keine nennenswerten Erfolge feiern und erreichte lediglich in der Saison 2005/06 die Aufstiegsrunde zur Oberliga. Zum Ende der Spielzeit 2006/07 verließ er seinen langjährigen Arbeitgeber und wechselte innerhalb der Liga zum Königsborner JEC, für den bereits 1996 und in der Saison 2004/05 aktiv war. 2010 wechselte er schließlich in der laufenden Oberliga-Saison 2010/11 zum Ligakonkurrenten und direktem Nachbarn Lippe Hockey Hamm, bei dem er am Saisonende seine Karriere beendete.